# Omnibus (Kalender)
Der Omnibus: Illustrierter Volkskalender war ein Arbeiterkalender der von 1880 bis 1882 im Leipziger Fink-Verlag erschien.

## Geschichte
Der Omnibus war die Fortsetzung des „Armen Conrad’s“, der nur durch rigide Anpassung an die politischen Verhältnisse möglich war. Man tarnte die Arbeiterkalender mit unverfänglichen Namen, inhaltlich war er so gehalten, dass er der Zensur des Sozialistengesetzes keinen Anlass zum Eingreifen gab. Nachfolger war der Illustrierte Neue Welt-Kalender von 1883 – 1951.
Die Beiträge bestanden aus Wirklichkeit oder Episoden aus dem Leben, wie eine alltägliche Geschichte: „Heimkehr vom Markte“, diese Geschichte erzählt, wie ein alter Bauer nach dem Verkauf von einem Kalb, auf dem Markt, nicht mit dem ganzen Erlös zu Hause ankommt und muss es dann seiner Frau erklären. Es wurden auch jedes Jahr Gedichte herausgebracht z. B. von Rudolf Lavant, „Wie wir uns unsere Leser wünschen“ (1880), oder Gustav Reinhart mit „Rückkehr in die Heimat“ (1880). Der Kalender enthält viel Gemeinnütziges, Mannigfaltiges, Sprichwörter, Sonnen-Mondfinsternisse, Mondphasen, Porto-Taxen, Zinstafel, verschiedene Geldsorten, Depeschen-Tarif, Zeit-Vergleichungs-Tabelle, Trächtigkeits- und Brüte-Kalender, Währungen. Der Arbeiter soll auch Zahlen lesen lernen. Tabellen vermitteln Wissen in konzentrierter, anschaulicher Form.
Im Kalender der Arbeiterbewegung verschiebt sich das Interesse entschieden auf den Istzustand. Der Kalender wollte aufklärend erziehen, der Arbeiter sollte etwas lernen, Belehrung schien ebenso wichtig wie Unterhaltung z. B. wie „Eine Deserteur-Geschichte im Frieden“, erzählt von einem Pfälzer. Sie handelt von drei desertierten Kameraden, die zur französischen Fremdenlegion nach Algerien wollten, sie sich aber anders besannen, wieder desertierten und in die alte Heimat zurückkehrten. Oder „Verstand oder Instinkt?“, Fazit dieser Geschichte „Alles Tier ist im Menschen, aber nicht aller Mensch ist im Tier“. Der Omnibus-kalender war sehr einheitlich und durchdacht konzipiert. Die Themen waren ausgewählt und zugedacht nach der bestimmenden sozialistischen Richtung. Sie gingen den Arbeiter an, seine Familie, die Kollegen am Arbeitsplatz.